# Abe Gets Even with Father
Abe Gets Even with Father è un cortometraggio muto del 1911 diretto da Mack Sennett. Prodotto dalla Biograph Company e interpretato da Ford Sterling e William Bechtel, il film uscì nelle sale il 4 dicembre 1911.

## Produzione
Il film fu prodotto dalla Biograph Company.

## Distribuzione
Il film - un cortometraggio di circa cinque minuti - uscì nelle sale statunitensi il 4 dicembre 1911, distribuito dalla General Film Company. Nelle proiezioni, veniva programmato con il sistema dello split reel, accorpato in un'unica bobina con un altro cortometraggio prodotto dalla Biograph, la commedia Why He Gave Up.
Non si conoscono copie esistenti del film che è conosciuto anche con il titolo Abe Gets Even.